# Dookoła Mazowsza
Wyścig Dookoła Mazowsza (ang. Mazovia Tour) – polski etapowy wyścig kolarski. Rozgrywany jest w województwie mazowieckim pod koniec lipca.
Wyścig jest zaliczany do polskiego cyklu wyścigowego ProLiga i kontynentalnego cyklu wyścigowego UCI Europe Tour. Posiada kategorię UCI 2.2.
W wyścigu startują polskie grupy kolarskie oraz grupy zagraniczne z dywizji UCI Continental Teams.
Organizatorem wyścigu jest stowarzyszenie Mazovia Team.

## Zwycięzcy
Opracowano na podstawie:
| Rok      | Pierwsze               | Drugie               | Trzecie               |
| -------- | ---------------------- | -------------------- | --------------------- |
| 1951     | Stanisław Zalewski     | Andrzej Trochanowski | ? Rychlicki           |
| 1952     | Jan Śpiewak            |                      |                       |
| 1953     | Andrzej Selma          |                      |                       |
| 1954     | Edmund Figiel          | Henryk Cieślak       | Wiesław Szadkowski    |
| 1955     | Jan Żelazny            |                      |                       |
| 1956     | Roman Sitarski         | W. Piotrowski        | Zdzisław Burak        |
| 1957     | Wacław Wrzesiński      | Zygmunt Kaczmarczyk  | Tadeusz Waliszewski   |
| 1958     | Stanisław Królak       | Andrzej Trochanowski | Mieczysław Woźniak    |
| 1959     | Adam Gęszka            | Jerzy Jankowski      | Henryk Kowalski       |
| 1959 (2) | Henryk Kowalski        | Jerzy Pancek         | Jan Chtiej            |
| 1960     | Kazimierz Bednarczyk   | Henryk Świątek       | Józef Beker           |
| 1961     | Witold Krawczyński     | Andrzej Ostaszewski  | Zdzisław Krzyżanowski |
| 1962     | Józef Jochem           | Ryszard Włoczewski   | Gheorghe Bădără       |
| 1963     | Franciszek Porwoł      | Emil Szpitalny       | Zdzisław Kowalczyk    |
| 1964     | Henryk Woźniak         | Michał Motawski      | Zygfryd Jarema        |
| 1965     | Jan Kudra              | Janusz Janiak        | Tadeusz Zadrożny      |
| 1966     | Henryk Woźniak         | Wojciech Goszczyński | Józef Jochem          |
| 1967     | Henryk Woźniak         | Czesław Mikołajczyk  | Benedykt Baścik       |
| 1968     | Andrzej Bławdzin       | Andrzej Kaczmarek    | Krzysztof Stec        |
| 1969     | Zenon Czechowski       | Ryszard Szurkowski   | Lech Kluj             |
| 1970     | Zenon Czechowski       | Zbigniew Krzeszowiec | Marian Kegel          |
| 1971     | Zenon Czechowski       | Wojciech Matusiak    | Henryk Rasek          |
| 1972     | Zenon Czechowski       | Andrzej Pierzyński   | Janusz Kowalski       |
| 1973     | Tadeusz Smyrak         | Jan Chądzyński       | Mieczysław Klimczyk   |
| 1974     | Juliusz Firkowski      | Zbigniew Krzeszowiec | Wolfgang Wesemann     |
| 1975     | Mieczysław Klimczyk    | Krzysztof Sujka      | Juliusz Firkowski     |
| 1976     | Marian Majkowski       | Janusz Pożak         | Lechosław Michalak    |
| 1977     | Ryszard Szurkowski     | Ryszard Wawrzuta     | Lech Tomaszewski      |
| 1978     | Ryszard Szurkowski     | Tadeusz Mytnik       | Krzysztof Sujka       |
| 1979     | Roman Cieślak          | Tadeusz Mytnik       | Hans-Joachim Hartnick |
| 1980     | Lechosław Michalak     | Ryszard Szurkowski   | Tadeusz Mytnik        |
| 1983     | Marek Leśniewski       | Jerzy Świnoga        | Ryszard Szurkowski    |
| 1984     | Sławomir Krawczyk      | Marek Szerszyński    | Zbigniew Ludwiniak    |
| 1985     | Jan Leśniewski         | Leszek Stępniewski   | Andrzej Mierzejewski  |
| 1986     | Sławomir Krawczyk      |                      |                       |
| 1987     | Edward Kaczmarczyk     |                      |                       |
| 1988     | Zbigniew Piątek        | Jarosław Chojnacki   | Mieczysław Karłowicz  |
| 1989     | Andrzej Sypytkowski    | Zbigniew Piątek      | Krystian Zajdel       |
| 1993     | Dariusz Habel          | Robert Radosz        | Krzysztof Jaroszuk    |
| 1997     | Mariusz Bilewski       | Tomasz Kłoczko       | Jarosław Chojnacki    |
| 1998     | Tomasz Kłoczko         | Cezary Zamana        | Zbigniew Piątek       |
| 1999     | Wiktor Ułanowski       | Krzysztof Jeżowski   | Marek Maciejewski     |
| 2000     | Przemysław Mikołajczyk | Piotr Przydział      | Tomasz Lisowicz       |
| 2001     | Kacper Sowiński        | Daniel Majewski      | Grzegorz Gronkiewicz  |
| 2002     | Jacek Mickiewicz       | Marcin Gębka         | Tomasz Kłoczko        |
| 2003     | Dariusz Rudnicki       | Robert Radosz        | Grzegorz Wajs         |
| 2004     | Adam Wadecki           | Piotr Zaradny        | Krzysztof Jeżowski    |
| 2005     | Piotr Zaradny          | Robert Radosz        | Peter Mazur           |
| 2006     | Tomasz Kiendyś         | Marek Wesoły         | Daniel Czajkowski     |
| 2007     | Marek Wesoły           | Piotr Zaradny        | Dominik Roels         |
| 2008     | Marcin Sapa            | Aidis Kruopis        | Artur Detko           |
| 2009     | Łukasz Bodnar          | Robert Radosz        | Tomasz Kiendyś        |
| 2010     | Sebastian Forke        | Henning Bommel       | Rüdiger Selig         |
| 2011     | Robert Radosz          | Rüdiger Selig        | Krzysztof Jeżowski    |
| 2012     | Mateusz Taciak         | Mateusz Nowak        | Nikołaj Michajłow     |
| 2013     | Robert Radosz          | Łukasz Owsian        | Paweł Bernas          |
| 2014     | Jarosław Marycz        | Eryk Latoń           | Maurits Lammertink    |
| 2015     | Grzegorz Stępniak      | Kersten Thiele       | Twan Brusselman       |
| 2016     | Matti Manninen         | Adrian Banaszek      | Marco Mathis          |
| 2017     | Alois Kaňkovský        | Grzegorz Stępniak    | Emīls Liepiņš         |
| 2018     | Szymon Sajnok          | Alois Kaňkovský      | Grzegorz Stępniak     |
| 2019     | Stanisław Aniołkowski  | Grzegorz Stępniak    | František Sisr        |
| 2020     | Michael Kukrle         | Daniel Turek         | Paweł Bernas          |
| 2021     | Eirik Lunder           | Tobias Nolde         | Petr Kelemen          |
| 2022     | Marceli Bogusławski    | Jesper Rasch         | Alan Banaszek         |
| 2023     | Oded Kogut             | Bartosz Rudyk        | Lars Rouffaer         |
| 2024     | Bartłomiej Proć        | Mads Andersen        | Bartosz Rudyk         |

## Koszulki
Podczas wyścigu prowadzone są różne klasyfikacje zawodników, najlepszy kolarz w danej kategorii otrzymuje koszulkę jej lidera, w której kontynuuje wyścig na następnym etapie. Te koszulki to:
- żółta koszulka - lider klasyfikacji generalnej wyścigu
- zielona koszulka - lider klasyfikacji sprinterskiej
- biała koszulka - lider klasyfikacji młodzieżowej wyścigu
- błękitna koszulka - lider klasyfikacji najaktywniejszych